# Amelia (film)
Pour les articles homonymes, voir Amelia.
Pour plus de détails, voir Fiche technique et Distribution.
Amelia est un film américano-canadien réalisé par Mira Nair, sorti en 2009.
Ce film retrace la vie de l'aviatrice Amelia Earhart.

## Synopsis
L’Américaine Amelia Earhart (1897-1937) est une pionnière de l’aviation et une femme d’exception. Première femme à traverser l’Atlantique en avion, elle fut l’une des personnalités les plus célèbres et les plus admirées de son temps.

## Fiche technique
- Titre original : Amelia
- Titre francophone : Amelia
- Réalisation : Mira Nair
- Scénario : Ronald Bass et Anna Hamilton Phelan
- Musique : Gabriel Yared
- Photographie : Stuart Dryburgh
- Montage : Allyson C. Johnson et Lee Percy
- Production : Lydia Dean Pilcher, Kevin Hyman et Ted Waitt
- Sociétés de production : Fox Searchlight Pictures, Avalon Pictures
- Société de distribution : 20th Century Fox
- Pays de production :  États-Unis,  Canada
- Langue : Anglais américain
- Format : Couleurs - 2,35:1 - Dolby Digital - 35 mm
- Genre : Drame, Film biographique
- Durée : 111 min
- Lieux de tournage :
  - Nouvelle-Écosse, Canada
  - Ontario, Canada
  - Le Cap, Afrique du Sud
  - Transkei, Afrique du Sud
- Dates de sortie :
  - Canada et États-Unis : 23 octobre 2009
  - Belgique : 3 mars 2010
  - France : 14 avril 2010

## Distribution
- Hilary Swank (VFB : Fanny Roy) : Amelia Earhart
- Richard Gere (VFB : Benoît Grimmiaux) : George Putnam
- Ewan McGregor (VFB : Maxime Donnay) : Gene Vidal
- Virginia Madsen : Dorothy Binney Putnam
- Mia Wasikowska : Elinor Smith
- Christopher Eccleston (VFB : Franck Dacquin) : Fred Noonan
- Joe Anderson (VFB : Michelangelo Marchese) : Bill Stultz

Source pour le doublage francophone : Voxofilm

## Autour du film
- Une partie du tournage s'est déroulé en Afrique du Sud.
- Le Lockheed L-12 Electra F-AZLL appartenant à Bernard Chabbert fut utilisé pour un grand nombre de scènes[1].